# Лукашик, Константин Леонидович
Константи́н Леони́дович Лука́шик (бел. Канстанцін Леанідавіч Лукашык; 18 сентября 1975, Гродно, БССР, СССР) — советский и белорусский стрелок, олимпийский чемпион в стрельбе из малокалиберного пистолета (1992). Заслуженный мастер спорта СССР (1992). Самый юный олимпийский чемпион в истории стрелкового спорта.
Стал олимпийским чемпионом в возрасте 16 лет и 312 дней в составе Объединённой команды. Таких юных олимпийских чемпионов-мужчин не было за всю историю ни советского, ни белорусского спорта.

## Биография
К. Л. Лукашик родился в городе Гродно Белорусской ССР. Окончил факультет физической культуры Гродненского государственного университета.
Спортом начал заниматься с 12 лет. Выступал за гродненский клуб «Динамо». В 1991 году выступал в составе сборной СССР, и занял первое место на чемпионатах мира и Европы среди юниоров. С 1992 года стал выступать за сборную Белоруссии.
В 1992 году отправился на Олимпийские игры в Барселоне, где завоевал золотую медаль в стрельбе из малокалиберного пистолета на 50 м. Константин Лукашик неоднократно становился чемпионом Белоруссии и призёром чемпионатов мира и Европы.

## Награды и звания
- Заслуженный мастер спорта СССР (1992).